# 호르헤 솔라리
호르헤 솔라리(1941년 11월 11일 ~ )는 아르헨티나의 은퇴한 축구 선수이다.

## 국가대표 경력
그는 1966년 아르헨티나대표팀에 데뷔했다. 그는 1966년 FIFA 월드컵 대표 선수로 선발되었다. 그는 국제 A매치 10경기에 출전했다.

## 통계
| 아르헨티나 | 아르헨티나 | 아르헨티나 |
| 연도       | 출전       | 골         |
| ---------- | ---------- | ---------- |
| 1966       | 5          | 0          |
| 1967       | 1          | 0          |
| 1968       | 4          | 0          |
| 합계       | 10         | 0          |